# نادي مواهب جدة
أكاديمية مواهب جدة الرياضية، نادي كرة قدم سعودي من الأندية الخاصة في جدة، تأسس في عام 2023 م, شارك لأول مرة في موسم 2023-2024 في مصاف اندية دوري الدرجة الرابعة السعودي لكرة القدم.